# Fort Hunter (Nova Iorque)
Fort Hunter é um hamlet na vila de Florida no estado norte-americano de Nova Iorque, localizado no Condado de Montgomery.

## Marco histórico

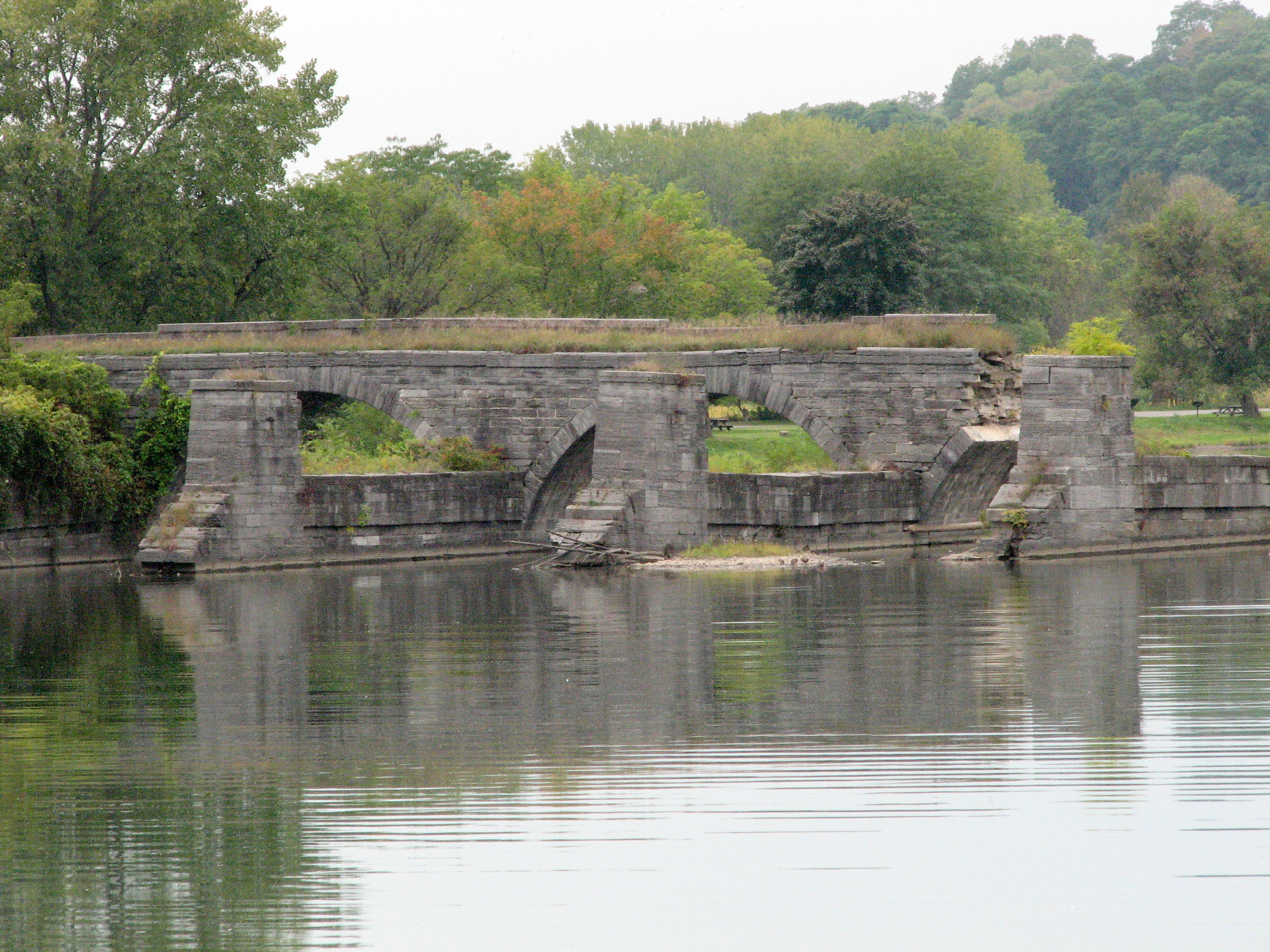
Ponte no Canal de Erie em Fort Hunter, NY.

Fort Hunter possui apenas uma entrada no Registro Nacional de Lugares Históricos, o Canal de Erie, o qual também é um Marco Histórico Nacional.